# Sphaeropauropus glomerans
Sphaeropauropus glomerans är en mångfotingart som först beskrevs av Eskai 1934.  Sphaeropauropus glomerans ingår i släktet Sphaeropauropus och familjen Sphaeropauropodidae. Inga underarter finns listade i Catalogue of Life.